# Los Cuates de Sinaloa
Los Cuates de Sinaloa son una agrupación de música regional mexicana liderada por los primos Gabriel y Nano Berrelleza, establecida originalmente en La Vainilla, Sinaloa, México, pero con base en Phoenix, Arizona, Estados Unidos. Especializan en el estilo sierreño y han tocado diferentes estilos de canciones cómo rancheras, cumbias, y huapangos, pero son especialmente famosos por sus corridos. La banda firmó un contrato discográfico con Sony/BMG en 2006. Su álbum de 2006, Puro sierreño bravo, escaló hasta la posición No. 13 en la lista de éxitos Top Latin Albums. Su canción "Negro y azul" fue utilizada para abrir el episodio del mismo nombre de la reconocida serie de televisión estadounidense Breaking Bad. En el episodio se puede ver a la banda tocando la canción en medio de un desierto en la frontera entre México y Estados Unidos.

## Discografía

### Listas de éxitos
- Puro sierreño bravo - 6; abril de 2007
- Mi santito preferido - 9; noviembre de 2008
- Los gallos mas caros - 10; septiembre de 2007
- Puros exitos chacas - 11; abril de 2008
- Pegando con tuba - 20; junio de 2009
- Puro cartel - 36; marzo de 2010
- Tocando with the mafia - 41; abril de 2011